# دیوانگی (فیلم)
دیوانگی (انگلیسی: Madness) (به هندی: Ved) فیلم عاشقانه هندی مراتی-زبان، تولید سال ۲۰۲۲ است که کارگردانی آن را ریتیش دشموک در اولین تجربه خود در امر کارگردانی بر عهده داشت و تهیه‌کننده آن جنلیا دی‌سوزا است که این دو نفر از بازیگران اصلی فیلم هم می‌باشند. آشوک صراف و جی‌یا شانکار نقش‌های مکمل را بازی کرده‌اند. این فیلم بازساخته‌ای از فیلم عاشقانه تلوگو- زبان همسفر (به هندی: Majili) (۲۰۱۹) است.